# The Atlantic (Atlanta)
O The Atlantic é um grandioso arranha-céu residencial de Atlanta, na Geórgia, construído entre 2007 e 2009. O Atlantic é propriedade da Atlanta Condominiums e foi construído em Art Deco. Com 176 metros (577 ft), foi erguido na região de Atlantic Station.